# 5-я гвардейская армия
5-я гвардейская армия — оперативное войсковое объединение в составе ВС СССР.

## История

### 1943 год
5-я гвардейская армия была сформирована 5 мая 1943 года на основании директивы Ставки ВГК от 16 апреля 1943 года путём преобразования 66-й армии в составе Степного военного округа. В состав армии вошли 32-й и 33-й гвардейские стрелковые корпуса.
10 июля 5-я гвардейская армия была переподчинена Воронежскому фронту и в ночь на 11 июля в ходе оборонительного сражения под Курском заняла оборону по реке Псёл на рубеже Обоянь — Ольховатка — Семёновка — Весёлый. Утром 11 июля 1-я танковая дивизия СС «Лейбштандарт СС Адольф Гитлер» начала наступление на стыке 95-й гвардейской стрелковой и 9-й гвардейской воздушно-десантной дивизий (33-й гвардейский стрелковый корпус). В ходе оборонительных сражений армия нанесла противнику тяжёлый урон. 12 июля армия наряду с 5-й гвардейской танковой армии приняла участие в контрударе Воронежского фронта и в сражении под Прохоровкой.
В августе армия приняла участие в Белгородско-Харьковской операции.
7 сентября армия была передана в состав Степного фронта, 20 октября преобразованного во 2-й Украинский. В ходе боёв за Левобережную Украину армия наряду с другими армиями 23 сентября овладела Полтавой, 29 сентября — Кременчугом, а затем, форсировав Днепр, захватила плацдарм на правом берегу.

### 1944 год
В январе армия приняла участие в Кировоградской, а в марте—апреле — в Уманско-Ботошанской операциях.
В начале мая армия была переброшена в Румынию.
26 июня армия была выведена в резерв Ставки ВГК, а 13 июля была включена в состав 1-го Украинского фронта.
К середине июля армия была сосредоточена юго-восточнее Тернополя, а с июля по август принимала участие в Львовско-Сандомирской наступательной операции и с августа вела тяжёлые оборонительные бои за сандомирский плацдарм.

### 1945 год
С января по февраль в ходе Сандомирско-Силезской операции армия вела наступление на направлении главного удара фронта и с февраля по март окружала крупную группировку противника в г. Бреслау (Вроцлав) и ликвидировала оппельнскую группировку противника.
Весной армия участвовала в Берлинской операции, а также в освобождении ряда районов Чехословакии.

## Состав

### 5 мая 1943 года
Стрелковые, воздушно-десантные и кавалерийские соединения
- 32-й гвардейский стрелковый корпус;
- 33-й гвардейский стрелковый корпус.

### 1 июля 1943 года
Стрелковые, воздушно-десантные и кавалерийские соединения
- 32-й гвардейский стрелковый корпус;
- 33-й гвардейский стрелковый корпус:
- 42-я гвардейская стрелковая дивизия;

Артиллерийские и минометные соединения
- 301-й истребительно-противотанковый артиллерийский полк;
- 1322-й истребительно-противотанковый артиллерийский полк;
- 308-й гвардейский миномётный полк;
- 29-я зенитная артиллерийская дивизия;

Бронетанковые и механизированные соединения
- 10-й танковый корпус;

Инженерные войска
- 256-й отдельный инженерный батальон;
- 431-й отдельный инженерный батальон.

### 1 октября 1943 года
Стрелковые, воздушно-десантные и кавалерийские соединения
- 32-й гвардейский стрелковый корпус;
- 33-й гвардейский стрелковый корпус;
- 63-й отдельный противотанковый батальон;

Артиллерийские и миномётные соединения
- 16-я артиллерийская дивизия прорыва;
- 42-я лёгкая артиллерийская бригада (из 13-й артиллерийской дивизии прорыва);
- 91-я тяжёлая гаубичная артиллерийская бригада (из 13-й артиллерийской дивизии прорыва);
- 10-я истребительно-противотанковая артиллерийская бригада;
- 301-й истребительно-противотанковый артиллерийский полк;
- 469-й миномётный полк;
- 29-я зенитная артиллерийская дивизия;

Бронетанковые и механизированные соединения
- 57-й гвардейский отдельный танковый полк;
- 1902-й самоходный артиллерийский полк;

Инженерные войска
- 14-я штурмовая инженерно-саперная бригада;
- 256-й отдельный инженерный батальон;
- 431-й отдельный инженерный батальон.

### 1 января 1944 года
Стрелковые, воздушно-десантные и кавалерийские соединения
- 32-й гвардейский стрелковый корпус:
- 33-й гвардейский стрелковый корпус;
- 35-й гвардейский стрелковый корпус;
- 123-й отдельный батальон противотанковых ружей;

Артиллерийские и минометные соединения
- 42-я лёгкая артиллерийская бригада (из 16-й артиллерийской дивизии прорыва);
- 91-я тяжёлая гаубичная артиллерийская бригада (из 13-й артиллерийской дивизии прорыва);
- 265-й гвардейский пушечный артиллерийский полк;
- 1110-й пушечный артиллерийский полк;
- 1327-й пушечный артиллерийский полк;
- 11-я истребительно-противотанковая артиллерийская бригада;
- 34-я истребительно-противотанковая артиллерийская бригада;
- 301-й истребительно-противотанковый артиллерийский полк;
- 444-й истребительно-противотанковый артиллерийский полк;
- 469-й миномётный полк;
- 8-я гвардейская миномётная бригада;
- 27-я гвардейская миномётная бригада;
- 308-й гвардейский миномётный полк;
- 29-я зенитная артиллерийская дивизия:
- 225-й гвардейский зенитный артиллерийский полк;

Бронетанковые и механизированные соединения
- 57-й гвардейский отдельный танковый полк;

Инженерные войска
- 256-й отдельный инженерный батальон;
- 328-й отдельный инженерный батальон;
- 431-й отдельный инженерный батальон;

Огнемётные части
- 3-й отдельный огнемётный батальон.

### 1 апреля 1944 года
Стрелковые, воздушно-десантные и кавалерийские соединения
- 32-й гвардейский стрелковый корпус:
- 33-й гвардейский стрелковый корпус:
- 123-й отдельный батальон противотанковых ружей;

Артиллерийские и минометные соединения
- 265-й гвардейский пушечный артиллерийский полк;
- 6-я истребительно-противотанковая артиллерийская бригада;
- 301-й истребительно-противотанковый артиллерийский полк;
- 1073-й истребительно-противотанковый артиллерийский полк;
- 469-й миномётный полк;
- 29-я зенитная артиллерийская дивизия;

Инженерные войска
- 256-й отдельный инженерный батальон;
- 431-й отдельный инженерный батальон;

Огнемётные части
- 3-й отдельный огнемётный батальон.

### 1 июля 1944 года
Стрелковые, воздушно-десантные и кавалерийские соединения
- 32-й гвардейский стрелковый корпус;
- 33-й гвардейский стрелковый корпус;
- 34-й гвардейский стрелковый корпус;
- 123-й отдельный батальон противотанковых ружей;

Артиллерийские и минометные соединения
- 1073-й истребительно-противотанковый артиллерийский полк;
- 469-й миномётный полк;
- 29-я зенитная артиллерийская дивизия;

Инженерные войска
- 55-я инженерно-саперная бригада.

### 1 октября 1944 года
Стрелковые, воздушно-десантные и кавалерийские соединения
- 32-й гвардейский стрелковый корпус;
- 33-й гвардейский стрелковый корпус;
- 34-й гвардейский стрелковый корпус;

Артиллерийские и минометные соединения
- 3-я артиллерийская дивизия прорыва;
- 155-я пушечная артиллерийская бригада;
- 222-й истребительно-противотанковый артиллерийский полк;
- 1073-й истребительно-противотанковый артиллерийский полк;
- 1075-й истребительно-противотанковый артиллерийский полк;
- 1660-й истребительно-противотанковый артиллерийский полк;
- 469-й миномётный полк;
- 308-й гвардейский миномётный полк;
- 29-я зенитная артиллерийская дивизия:
- 1954-й зенитный артиллерийский полк;

Бронетанковые и механизированные соединения
- 39-й отдельный танковый батальон;

Инженерные войска
- 55-я инженерно-сапёрная бригада;

Огнемётные части
- 46-й отдельный огнемётный батальон.

### 1 января 1945 года
Стрелковые, воздушно-десантные и кавалерийские соединения
- 32-й гвардейский стрелковый корпус;
- 33-й гвардейский стрелковый корпус;
- 34-й гвардейский стрелковый корпус;

Артиллерийские и минометные соединения
- 3-я артиллерийская дивизия прорыва;
- 155-я пушечная артиллерийская бригада;
- 222-й истребительно-противотанковый артиллерийский полк;
- 1073-й истребительно-противотанковый артиллерийский полк;
- 1075-й истребительно-противотанковый артиллерийский полк;
- 469-й миномётный полк;
- 308-й гвардейский миномётный полк;
- 29-я зенитная артиллерийская дивизия;

Бронетанковые и механизированные соединения
- 8-я самоходная артиллерийская бригада;
- 39-й отдельный танковый батальон;
- 226-й отдельный танковый батальон;
- 349-й гвардейский тяжёлый самоходный артиллерийский полк;
- 1889-й самоходный артиллерийский полк;

Инженерные войска
- 55-я инженерно-сапёрная бригада;
- 80-я штурмовая инженерно-сапёрная бригада;
- 240-й инженерно-саперный батальон;
- 27-й отдельный моторизованный инженерный батальон;

Огнемётные части
- 46-й отдельный огнемётный батальон.

### 1 мая 1945 года

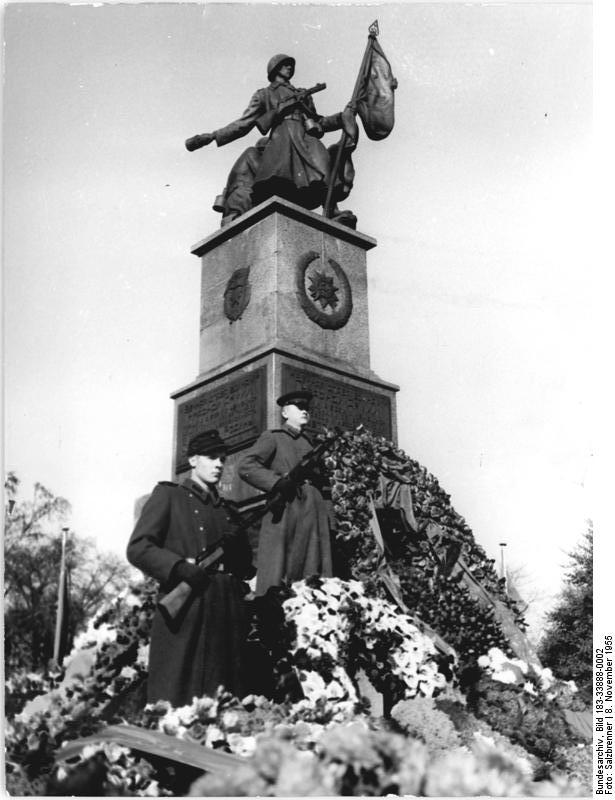
Памятник павшим в боях воинам 5-й Гв. А в Дрездене. 1955 год.

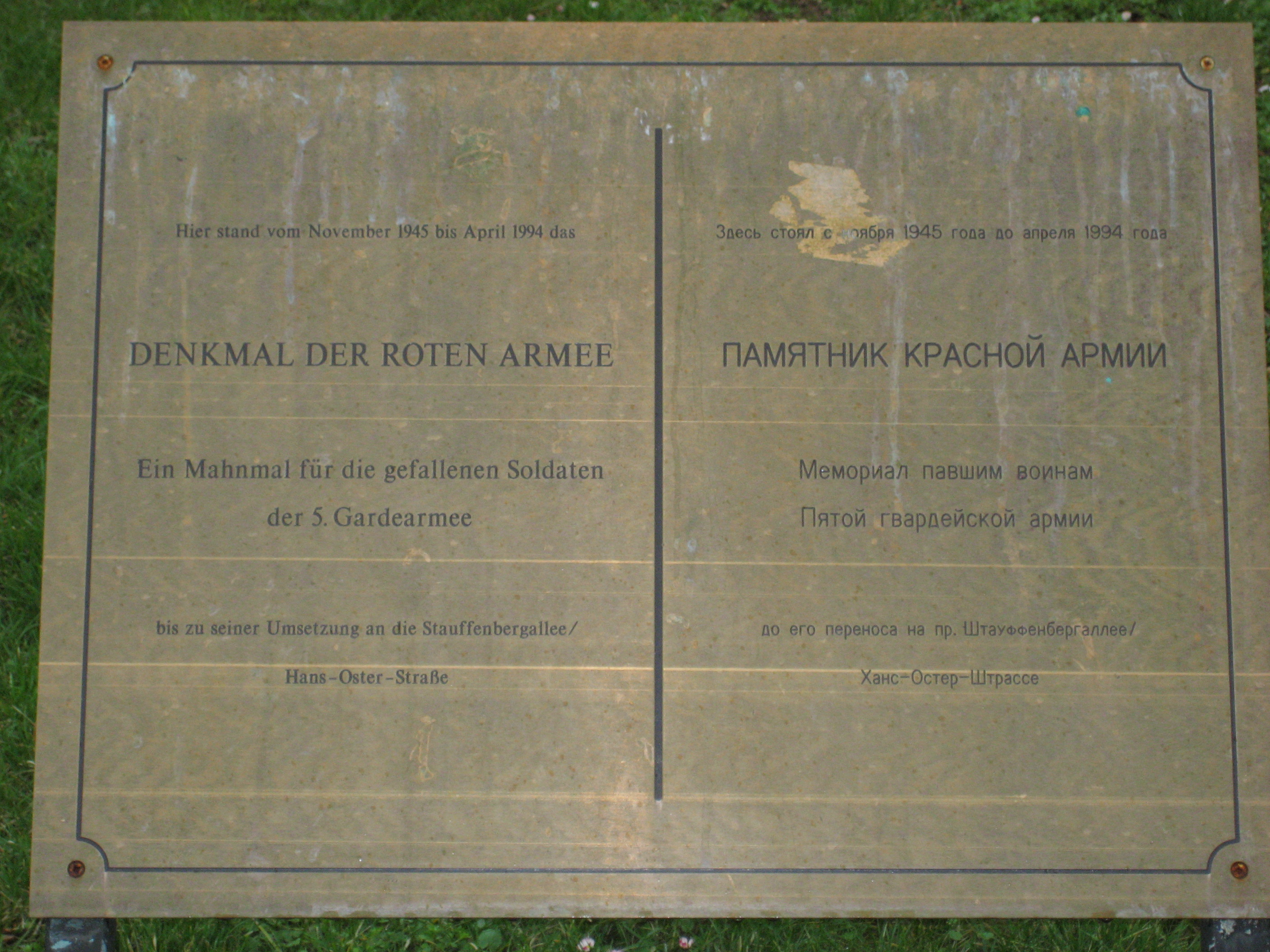
Табличка на месте памятника павшим в боях воинам 5-й Гв. А в Дрездене.

Стрелковые, воздушно-десантные и кавалерийские соединения
- 32-й гвардейский стрелковый Одерский корпус:
  - 9-я гвардейская воздушно-десантная Полтавская Краснознаменная орденов Суворова и Кутузова дивизия;
  - 13-я гвардейская стрелковая Полтавская ордена Ленина дважды Краснознаменная орденов Суворова и Кутузова дивизия;
  - 97-я гвардейская стрелковая Полтавская Краснознаменная орденов Суворова и Богдана Хмельницкого дивизия.
- 33-й гвардейский стрелковый корпус:
  - 14-я гвардейская стрелковая Винницкая ордена Ленина Краснознаменная ордена Кутузова дивизия;
  - 78-я гвардейская стрелковая Висленская ордена Суворова дивизия;
  - 95-я гвардейская стрелковая Полтавская ордена Ленина Краснознаменная орденов Суворова и Богдана Хмельницкого дивизия.
- 34-й гвардейский стрелковый Дрезденский корпус:
  - 15-я гвардейская стрелковая Харьковско-Пражская ордена Ленина дважды Краснознаменная орденов Суворова и Кутузова дивизия;
  - 58-я гвардейская стрелковая Красноградско-Пражская ордена Ленина дважды Краснознаменная ордена Суворова дивизия;
  - 118-я стрелковая Мелитопольская Краснознаменная ордена Кутузова дивизия.

Артиллерийские и миномётные соединения
- 3-я артиллерийская дивизия прорыва;
- 155-я пушечная артиллерийская бригада;
- 10-я гвардейская истребительно-противотанковая артиллерийская бригада;
- 1073-й истребительно-противотанковый артиллерийский полк;
- 1075-й истребительно-противотанковый артиллерийский полк;
- 469-й миномётный полк;
- 308-й гвардейский миномётный полк;
- 29-я зенитная артиллерийская дивизия;

Бронетанковые и механизированные соединения
- 4-й гвардейский танковый Кантемировский ордена Ленина Краснознаменный корпус;
- 150-я танковая бригада;
- 39-й отдельный танковый полк;
- 226-й отдельный танковый полк;
- 1889-й самоходный артиллерийский полк;

Инженерные войска
- 3-я понтонно-мостовая бригада;
- 55-я инженерно-сапёрная бригада;

Войска связи:
- 133-й отдельный Дрезденский[1] полк связи.

### 1 июля 1946 года
Стрелковые, воздушно-десантные и кавалерийские соединения:
- 21-й гвардейский стрелковый корпус:
  - 14-я гвардейская механизированная дивизия;
  - 4-я гвардейская стрелковая дивизия;
  - 34-я гвардейская стрелковая дивизия.
- 32-й гвардейский стрелковый Одерский корпус:
  - 13-я гвардейская механизированная Полтавская ордена Ленина дважды Краснознаменная орденов Суворова и Кутузова дивизия;
  - 58-я гвардейская стрелковая дивизия;
  - 95-я гвардейская стрелковая дивизия.
- Артиллерийские, инженерные и иные части армейского подчинения.

## Послевоенное время
С 10 июня 1945 года и до своего расформирования входила в состав Центральной группы войск (управление — г. Санкт-Пельтен, с июня 1946 — Эйзенштадт). С лета 1946 года производилась передача войск в состав других армий, после её завершения 26 декабря 1946 года управление армии было расформировано.

## Командование армии

### Командующий
- Жадов, Алексей Семёнович, гвардии генерал-лейтенант, генерал-полковник — (05.05.1943  — апрель 1946);
- Белобородов, Афанасий Павлантьевич, гвардии генерал-полковник (20.07.1946 — 26.12.1946).

### Члены Военного совета
- Кривулин, Абрам Моисеевич, гвардии полковник, генерал-майор — (05.05.1943  — декабрь 1946).

### Начальники штаба
- Лямин, Николай Иванович, гвардии генерал-майор, гвардии генерал-лейтенант — (05.05.1943  — декабрь 1946).

### Заместители командующего по танковым войскам (командующие БТ и МВ армии)
- Чупрыгин, Даниил Семёнович, гвардии генерал-майор т/в — (05.05.1943  — август 1946)

## Отличившиеся воины
- Жадов, Алексей Семёнович, гвардии генерал-полковник, командующий армией.
- Кузьмин, Сергей Евдокимович, гвардии подполковник, начальник разведотдела штаба артиллерии армии.
- Полуэктов, Георгий Васильевич, гвардии генерал-майор артиллерии, командующий артиллерией армии.

 Кавалеры ордена Славы 3-х степеней.
118-я стрелковая дивизия.
- Алафердов, Александр Галустович, старшина, помощник командира сапёрного взвода 463-го стрелкового полка.
- Безделев, Виктор Васильевич, старшина, командир сапёрного взвода 282-го отдельного сапёрного батальона.
- Березовский, Тимофей Захарович, старший сержант, командир отделения 463-го стрелкового полка.
- Дудка, Мефодий Степанович, сержант, командир отделения 132-й отдельной разведывательной роты.
- Журавлёв, Василий Иванович, сержант, командир отделения взвода пешей разведки 463-го стрелкового полка.
- Козлёнков, Анатолий Владимирович, сержант, снайпер 463-го стрелкового полка.

78-я гвардейская стрелковая Висленская дивизия.
- Давиденко, Иван Евгеньевич, гвардии сержант, командир отделения станковых пулемётов 223-го гвардейского стрелкового полка.
- Паничев, Борис Алексеевич, гвардии младший сержант, разведчик 75-й отдельной гвардейской разведывательной роты.
- Шеремет, Николай Николаевич, гвардии ефрейтор, старший разведчик-наблюдатель управления дивизиона 158-го гвардейского артиллерийского Дембицкого полка.

3-я артиллерийская Житомирская ордена Ленина Краснознамённая дивизия прорыва РГК.
- Маменков, Николай Трофимович, ефрейтор, старший разведчик 998-го пушечного артиллерийского Дембицкого Краснознаменного ордена Богдана Хмельницкого полка РГК.
- Паншин, Анатолий Иванович, старшина, командир взвода управления 186-го миномётного полка 7-й миномётной бригады.
- Шутов, Никита Егорович, сержант, наводчик орудия 637 лёгкого артиллерийского полка 15 лёгкой артиллерийской бригады.

10-я отдельная гвардейская истребительно-противотанковая артиллерийская Тарнопольская ордена Ленина бригада РГК.
- Назин, Василий Сергеевич, гвардии сержант, наводчик орудия 235-го гвардейского истребительно-противотанкового артиллерийского Перемышльского ордена Ленина полка.

21-я моторизованная инженерная ордена Кутузова бригада.
- Антипов, Пётр Васильевич, старший сержант, командир отделения 99-го отдельного моторизованного понтонно-мостового батальона.

55-я инженерно-сапёрная бригада.
- Ехлаков, Мартемьян Сарапионович, старшина, командир отделения 272-го инженерно-сапёрного батальона.

Данные о кавалерах ордена Славы 3-х степеней 13-й гвардейской стрелковой дивизии, 14-й гвардейской стрелковой дивизии, 15-й гвардейской стрелковой дивизии, 58-й гвардейской стрелковой дивизии, 9-й гвардейской воздушно-десантной дивизии, 95-й гвардейской стрелковой дивизии, 97-й гвардейской стрелковой дивизии, входивших в состав армии, размещены на страницах этих формирований в Википедии.

## Память
- Мемориал павшим воинам армии был установлен в Дрездене, на Albertplatz в ноябре 1945 года. Перенесен в район Штауфенбергаллее в апреле 1994 года.